# Миролюбівська сільська рада (Братський район)
Миролю́бівська сільська́ ра́да — адміністративно-територіальна одиниця та орган місцевого самоврядування у Братському районі Миколаївської області. Адміністративний центр — село Миролюбівка.

## Загальні відомості
- Населення ради: 641 особа (станом на 2001 рік)

## Населені пункти
Сільській раді підпорядковані населені пункти:
- с. Миролюбівка
- с. Лісове
- с. Юр'ївка

## Склад ради
Рада складалася з 15 депутатів та голови.
- Голова ради: Швед Володимир Іванович
- Секретар ради: Мєзнік Валентина Анатоліївна

### Керівний склад попередніх скликань
| Прізвище, ім'я, по батькові  | Основні відомості                                                                       | Дата обрання | Дата звільнення |
| ---------------------------- | --------------------------------------------------------------------------------------- | ------------ | --------------- |
| Колбудський Микола Євгенович | Сільський голова, 1947 року народження, безпартійний                                    | 26.03.2006   | 26.12.2006      |
| Швед Володимир Іванович      | Сільський голова, 1961 року народження, освіта вища, член Соціалістичної партії України | 22.04.2007   | 31.10.2010      |
| Швед Володимир Іванович      | Сільський голова, 1961 року народження, освіта вища, член Партії регіонів               | 31.10.2010   |                 |

Примітка: таблиця складена за даними сайту Верховної Ради України

### Депутати
За результатами місцевих виборів 2010 року депутатами ради стали:

#### За суб'єктами висування
| Суб'єкт висування                 | Кількість обраних депутатів | %    |
| --------------------------------- | --------------------------- | ---- |
| Партія регіонів                   | 11                          | 73,3 |
| Політична партія «Сильна Україна» | 3                           | 20   |
| Народна партія                    | 1                           | 6,7  |

#### За округами
| № округу                          | Прізвище, ім'я, по батькові       | Дата визнання обраним | Освіта             | Партійна приналежність                  | Відомості про обраного депутата                            |
| --------------------------------- | --------------------------------- | --------------------- | ------------------ | --------------------------------------- | ---------------------------------------------------------- |
| Народна Партія                    |                                   |                       |                    |                                         |                                                            |
| 12                                | Римаренко Олена Іванівна          | 01.11.2010            | середня            | член Народної партії                    | Миролюбівська сільська бібліотека, завідувачка             |
| Партія регіонів                   |                                   |                       |                    |                                         |                                                            |
| 1                                 | Демченко Лариса Вікторівна        | 01.11.2010            | вища               | член Партії регіонів                    | ЗАТ «Добробут», економіст                                  |
| 5                                 | Гамалій Ганна Федорівна           | 01.11.2010            | середня спеціальна | член Партії регіонів                    | ЗАТ «Добробут», художній керівник СБК                      |
| 6                                 | Чоботар Віта Миколаївна           | 01.11.2010            | середня спеціальна | член Партії регіонів                    | Миролюбівський фельдшерсько-акушерський пункт, завідувачка |
| 7                                 | Мартин Алла Вікторівна            | 01.11.2010            | вища               | член Партії регіонів                    | ЗАТ «Добробут», головний бухгалтер                         |
| 8                                 | Мезнік Валентина Анатоліївна      | 01.11.2010            | вища               | член Партії регіонів                    | Миролюбівська сільська рада, спеціаліст землевпорядник     |
| 9                                 | Безубик Михайло Михайлович        | 01.11.2010            | вища               | член Партії регіонів                    | Миролюбівський православний храм, настоятель               |
| 10                                | Коц Григорій Леонідович           | 01.11.2010            | незакінчена вища   | член Партії регіонів                    | ЗАТ «Добробут», завідувач току                             |
| 11                                | Ступак Юрій Володимирович         | 01.11.2010            | середня            | член Партії регіонів                    | ЗАТ «Добробут», завідувач гаражу                           |
| 13                                | Тищенко Олексій Олексійович       | 01.11.2010            | середня спеціальна | член Партії регіонів                    | ЗАТ «Добробут», головний агроном                           |
| 14                                | Слодзік Микола Павлович           | 01.11.2010            | середня            | член Партії регіонів                    | ЗАТ «Добробут», вівчар СТФ                                 |
| 15                                | Немченко Світлана Михайлівна      | 01.11.2010            | середня            | член Партії регіонів                    | ЗАТ «Добробут», завідувачка ВТФ                            |
| Політична партія «Сильна Україна» |                                   |                       |                    |                                         |                                                            |
| 2                                 | Мартиновський Віктор Васильович   | 01.11.2010            | вища               | член Політичної партії «Сильна Україна» | тимчасово не працює                                        |
| 3                                 | Клобудський Олександр Миколайович | 01.11.2010            | середня            | член Політичної партії «Сильна Україна» | тимчасово не працює                                        |
| 4                                 | Клобудський Віктор Миколайович    | 01.11.2010            | середня спеціальна | член Політичної партії «Сильна Україна» | тимчасово не працює                                        |

## Населення
Згідно з переписом УРСР 1989 року чисельність наявного населення сільської ради становила 625 осіб, з яких 291 чоловік та 334 жінки.
За переписом населення України 2001 року в сільській раді мешкало 637 осіб.

### Мова
Розподіл населення за рідною мовою за даними перепису 2001 року:
| Мова       | Відсоток |
| ---------- | -------- |
| українська | 93,45 %  |
| молдовська | 3,43 %   |
| вірменська | 1,72 %   |
| російська  | 1,40 %   |